# 花くらべ
『花くらべ』（はなくらべ）は、東海テレビ・近代放映が製作、フジテレビ系列で、1975年（昭和50年）3月24日 - 同年6月6日に放映された連続テレビ映画、いわゆる昼ドラマである。

## あらすじ
登は40歳を越えたばかりの歯科医。1年ほど前から、いわゆる不能になってしまっていた。妻の良子は、不能を治そうと努力するが、無駄であった。そんなある日、登が電車の中で痴漢行為をした若い女・富子が治療にやって来た。

## キャスト
- 藤田みどり（段本富子）
- 柳川慶子（八木沢良子）
- 前田昌明（八木沢登・良子の夫<歯科医>）
- 木下ゆず子（つや子・富子の母）
- 武藤章生（秋山・精神科医・登の友人）
- 和泉喜和子（刀根房枝・良子の友人）
- 中川三穂子（山田はる・八木沢医院の看護婦）
- 小島三児（増山・公衆電話の男・房枝の元夫）
- 若松和子（大月・登のお妾候補の女）
- 北條清嗣（作業員風の若い男）
- 大泉滉（房枝の男）
- 岸野一彦、山本武、和久井節緒、大矢兼臣（八木沢歯科院の患者たち）
- 三谷昇（博士・フロイド精神道場主）
- 丸山詠二（易者）
- 今村源兵（ホームの老人）
- 里木三甫郎（婦人科医師）
- 勝田久（TVアナウンサー）
- 狩野剛太郎（新聞勧誘員の男）
- 鈴木泰明（TV司会者）
- 町田幸夫（警官）
- 外野村晋（警官）
- 日笠潤一（支配人）

## スタッフ
- プロデューサー : 出原弘之、薮内善明
- 監督 : 白井更生、馬越彦弥
- 脚本 : 馬場当
- 撮影 : 萩原泉
- 音楽 : たかしまあきひこ
- 製作 : 東海テレビ放送、近代放映